# Sakhir
Sakhir, en árabe الصخير, es una zona desértica de Baréin situada al sur de la ciudad de Madinat Hamad. Contiene el Palacio de Al-Sakhir, construido en 1870.
La zona es conocida porque allí se ubican el Circuito Internacional de Baréin y la Universidad de Baréin. Además, acampar en Sakhir durante los meses de invierno es una actividad popular en el país.

## Sitios notables
A principios de la década de 2000, el área experimentó muchos cambios, como la creación del campus principal de la Universidad de Baréin y el Circuito Internacional de Baréin, sede del Gran Premio de Baréin de Fórmula 1 y de otros eventos automovilísticos de gran importancia.
Sakhir es también la ubicación del Salón Aeronáutico Internacional de Baréin, así como del Parque de Vida Silvestre Al Areen, la única reserva natural y zoológico ubicado en tierra en Baréin.
Bell Racing Helmets, un fabricante líder de cascos de F1 y deportes de motor, I + D y Showroom se encuentra cerca del Circuito Internacional de Baréin.